# Ericka Ñanco
Ericka Judith de Lourdes Ñanco Vásquez (Nueva Imperial, 20 de marzo de 1992) es una activista y política chilena, militante del Frente Amplio (FA). Desde 2022 ejerce como diputada por el distrito N°23, siendo la primera mujer de origen mapuche en ocupar el cargo en representación de la Región de La Araucanía.

## Biografía
Sus padres son Luis Ñanco Pichulmán y Ericka Beatriz Vásquez Lagos.
Su enseñanza básica la realizó en los colegios Ernesto Wilhem de la comuna de Saavedra, Araucanía de Temuco y San Francisco de Asís de Nueva Imperial; mientras que la enseñanza media la culminó en el Liceo Pablo Neruda de Temuco.
Como estudiante de Agronomía en la Universidad de La Frontera, obtuvo (2019) el tercer lugar del concurso de narrativa y oralidad "UFRO habla y escribe en Tiempo de Wetxipantu", con la obra “Curiqueo”. Ese mismo año obtuvo el primer lugar del concurso "UFRO en cien palabras" con la obra "Último día”, donde recuerda al estudiante de la UFRO y activista mapuche Matías Catrileo, quien, el año 2008, cursando tercer año de la carrera de Agronomía fue asesinado por un efectivo de Carabineros de Chile.
Durante su época como estudiante alcanzó notoriedad pública debido a su rol de activista y vocera de la "Asamblea de Mujeres del Gulumapu", además de aportar en la creación de agrupaciones universitarias enfocadas en el cuidado del medioambiente, el desarrollo de la agricultura ecológica y el reciclaje. En esta época comienza a publicar columnas de opinión en diversos medios locales y nacionales, posicionándose como una de las nuevas voces políticas de su región.
En 2021 fue candidata a constituyente por el distrito N°23 como parte de la lista de Apruebo Dignidad en un cupo de independiente por la Federación Regionalista Verde Social (FRVS), sin ser elegida. Posteriormente ingresa a RD, logrando ser la primera presidenta del partido en La Araucanía.
Para las elecciones parlamentarias de 2021 se presentó como candidata a diputada por el distrito N°23, que abarca a las comunas de Carahue, Cholchol, Cunco, Curarrehue, Freire, Gorbea, Loncoche, Nueva Imperial, Padre Las Casas, Pitrufquén, Pucón, Saavedra, Temuco, Teodoro Schmidt, Toltén y Villarrica. Fue electa con 9715 votos, equivalentes al 4,04% del total de los sufragios válidamente emitidos, asumiendo el cargo el 11 de marzo de 2022. Hecho histórico, pues se convirtió en la primera mujer mapuche en ser diputada de la historia de La Araucanía.

## Historial electoral

### Elecciones de convencionales constituyentes de 2021
- Elecciones de convencionales constituyentes de 2021, para convencional constituyente por el Distrito N° 23 (Padre Las Casas, Temuco, Carahue, Cholchol, Freire, Nueva Imperial, Pitrufquén, Saavedra, Teodoro Schmidt, Cunco, Curarrehue, Gorbea, Loncoche, Pucón, Toltén y Villarrica)

### Elecciones parlamentarias de 2021
- Elecciones parlamentarias de 2021 a Diputado por el distrito 23 (Carahue, Cholchol, Cunco, Curarrehue, Freire, Gorbea, Loncoche, Nueva Imperial, Padre Las Casas, Pitrufquén, Pucón, Saavedra, Temuco, Teodoro Schmidt, Toltén y Villarrica).[3]